# Leagues Cup de 2024
A Copa das Ligas de 2024 foi a 4ª edição deste torneio realizado pela MLS e a Femexfut. foi disputada por 47 equipes entre 26 de julho e 25 de agosto.

## Formato
Essa é a segunda edição em que participam todas as equipes da MLS e da Liga MX. O vencedor da MLS Cup e o campeão do Clausura ou Apertura de 2023, com o maior número de pontos acumulados em 2023 se qualificaram automaticamente para as oitavas de final. As 45 equipes restantes foram colocadas em 15 grupos de três.
Ao contrário da edição passada, nesta os grupos foram divididos em apenas duas regiões (Oeste e Leste). Nessa fase de grupos, as equipes jogarão uma partida contra cada equipe de seu grupo. As vitórias regulamentares valem três pontos e as derrotas regulamentares valem zero pontos. As partidas empatadas após 90 minutos avançam para a disputa por pênaltis, onde o vencedor ganha dois pontos e o perdedor um. Todas as partidas estão sendo realizadas nos Estados Unidos ou no Canadá, com as equipes da MLS jogando em casa e as partidas intra-Liga MX disputadas nos locais da MLS, dependendo da região.
As duas primeiras equipes de cada grupo avançam para as oitavas de final, juntando-se aos vencedores da MLS Cup e ao campeão da Liga MX com melhor classificação. Esta fase do torneio é em um formato eliminatório de cinco rodadas em uma mão com uma disputa de terceiro lugar. Os dois finalistas e o terceiro colocado garantirão vagas para a Copa dos Campeões da CONCACAF de 2025, com o vencedor avançando automaticamente para as oitavas de final da CCL.

## Equipes participantes
A competição conta com todos os 47 clubes das duas ligas: 29 da MLS e 18 da Liga MX. As equipes foram classificadas por liga usando a classificação do Supporter's Shield de 2023 para a MLS e a tabela agregada de 2023 para o Campeonato Mexicano. Os campeões de cada liga receberam um "bye" para a fase eliminatória como o cabeça-de-chave do 1º classificado. As 15 melhores equipes restantes de cada liga foram colocadas em grupos com base na classificação e na ordem inversa.
| Time                   | Rank |
| ---------------------- | ---- |
| América                | Bye  |
| Monterrey              | 1    |
| Cincinnati             | 2    |
| Orlando City           | 3    |
| Chivas Guadalajara     | 4    |
| Columbus Crew          | Bye  |
| St. Louis City SC      | 5    |
| Tigres UANL            | 6    |
| Philadelphia Union     | 7    |
| New England Revolution | 8    |
| Toluca                 | 9    |
| León                   | 10   |
| Seattle Sounders       | 11   |
| Pachuca                | 12   |
| Los Angeles FC         | 13   |
| Houston Dynamo         | 14   |
| Atlanta United         | 15   |

| Time                 | Rank |
| -------------------- | ---- |
| Real Salt Lake       | 16   |
| Nashville SC         | 17   |
| Vancouver Whitecaps  | 18   |
| FC Dallas            | 19   |
| Pumas UNAM           | 20   |
| Puebla               | 21   |
| Sporting Kansas City | 22   |
| San José Earthquakes | 23   |
| New York Red Bulls   | 24   |
| Charlotte FC         | 25   |
| Portland Timbers     | 26   |
| Atlético San Luis    | 27   |
| Santos Laguna        | 28   |
| New York City        | 29   |
| Minnesota United     | 30   |

| Time            | Rank |
| --------------- | ---- |
| Cruz Azul       | 31   |
| CF Montréal     | 32   |
| D.C. United     | 33   |
| Chicago Fire    | 34   |
| Austin FC       | 35   |
| Querétaro       | 36   |
| Atlas           | 37   |
| Tijuana         | 38   |
| LA Galaxy       | 39   |
| Inter Miami     | 40   |
| Juárez          | 41   |
| Necaxa          | 42   |
| Mazatlán        | 43   |
| Colorado Rapids | 44   |
| Toronto FC      | 45   |

## Fase de grupos
As equipes concorrentes foram divididas em quinze grupos de três times. As equipes de cada grupo jogam entre si em um "round-robin", onde as duas primeiras equipes avançaram para a fase eliminatória.

### Leste

#### Leste 1
| Pos | Team          | J | V | VP | DP | D | GF | GA | GD | Pts | Classificado |  | CIN | NYC | QFC |
| --- | ------------- | - | - | -- | -- | - | -- | -- | -- | --- | ------------ |  | --- | --- | --- |
| 1   | Cincinnati    | 2 | 2 | 0  | 0  | 0 | 5  | 2  | +3 | 6   | Próxima fase |  | —   | 2–4 | 1–0 |
| 2   | New York City | 2 | 0 | 1  | 0  | 1 | 2  | 4  | −2 | 2   | Próxima fase |  | 2–4 | —   | 0–0 |
| 3   | Querétaro     | 2 | 0 | 0  | 1  | 1 | 0  | 1  | −1 | 1   |              |  | 0–1 | 0–0 | —   |

#### Leste 2
| Pos | Team              | J | V | VP | DP | D | GF | GA | GD | Pts | Classificado |  | ORL | MTL | ASL |
| --- | ----------------- | - | - | -- | -- | - | -- | -- | -- | --- | ------------ |  | --- | --- | --- |
| 1   | Orlando City      | 2 | 1 | 1  | 0  | 0 | 5  | 2  | +3 | 5   | Próxima fase |  | —   | 4–1 | 1–1 |
| 2   | CF Montréal       | 2 | 1 | 0  | 0  | 1 | 4  | 6  | −2 | 3   | Próxima fase |  | 1–4 | —   | 3–2 |
| 3   | Atlético San Luis | 2 | 0 | 0  | 1  | 1 | 3  | 4  | −1 | 1   |              |  | 1–1 | 2–3 | —   |

#### Leste 3
| Pos | Team        | J | V | VP | DP | D | GF | GA | GD | Pts | Classificado |  | UAN | MIA | PUE |
| --- | ----------- | - | - | -- | -- | - | -- | -- | -- | --- | ------------ |  | --- | --- | --- |
| 1   | Tigres UANL | 2 | 2 | 0  | 0  | 0 | 4  | 2  | +2 | 6   | Próxima fase |  | —   | 2–1 | 2–1 |
| 2   | Inter Miami | 2 | 1 | 0  | 0  | 1 | 3  | 2  | +1 | 3   | Próxima fase |  | 1–2 | —   | 2–0 |
| 3   | Puebla      | 2 | 0 | 0  | 0  | 2 | 1  | 4  | −3 | 0   |              |  | 1–2 | 0–2 | —   |

#### Leste 4
| Pos | Team               | J | V | VP | DP | D | GF | GA | GD | Pts | Classificado |  | PHI | CAZ | CLT |
| --- | ------------------ | - | - | -- | -- | - | -- | -- | -- | --- | ------------ |  | --- | --- | --- |
| 1   | Philadelphia Union | 2 | 1 | 0  | 1  | 0 | 2  | 1  | +1 | 4   | Próxima fase |  | —   | 1–1 | 1–0 |
| 2   | Cruz Azul          | 2 | 0 | 1  | 1  | 0 | 1  | 1  | 0  | 3   | Próxima fase |  | 1–1 | —   | 0–0 |
| 3   | Charlotte FC       | 2 | 0 | 1  | 0  | 1 | 0  | 1  | −1 | 2   |              |  | 0–1 | 0–0 | —   |

#### Leste 5
| Pos | Team                   | J | V | VP | DP | D | GF | GA | GD | Pts | Classificado |  | NER | MAZ | NAS |
| --- | ---------------------- | - | - | -- | -- | - | -- | -- | -- | --- | ------------ |  | --- | --- | --- |
| 1   | New England Revolution | 2 | 1 | 1  | 0  | 0 | 2  | 1  | +1 | 5   | Próxima fase |  | —   | 1–0 | 1–1 |
| 2   | Mazatlán               | 2 | 1 | 0  | 0  | 1 | 2  | 1  | +1 | 3   | Próxima fase |  | 0–1 | —   | 2–0 |
| 3   | Nashville SC           | 2 | 0 | 0  | 1  | 1 | 1  | 3  | −2 | 1   |              |  | 1–1 | 0–2 | —   |

#### Leste 6
| Pos | Team               | J | V | VP | DP | D | GF | GA | GD | Pts | Classificado |  | TOR | PAC | NYR |
| --- | ------------------ | - | - | -- | -- | - | -- | -- | -- | --- | ------------ |  | --- | --- | --- |
| 1   | Toronto FC         | 2 | 1 | 1  | 0  | 0 | 2  | 1  | +1 | 5   | Próxima fase |  | —   | 1–2 | 0–0 |
| 2   | Pachuca            | 2 | 0 | 1  | 0  | 1 | 2  | 3  | −1 | 2   | Próxima fase |  | 1–2 | —   | 1–1 |
| 3   | New York Red Bulls | 2 | 0 | 0  | 2  | 0 | 1  | 1  | 0  | 2   |              |  | 0–0 | 1–1 | —   |

#### Leste 7
| Pos | Team           | J | V | VP | DP | D | GF | GA | GD | Pts | Classificado |  | DCU | SAN | ATL |
| --- | -------------- | - | - | -- | -- | - | -- | -- | -- | --- | ------------ |  | --- | --- | --- |
| 1   | D.C. United    | 2 | 1 | 1  | 0  | 0 | 6  | 3  | +3 | 5   | Próxima fase |  | —   | 3–0 | 3–3 |
| 2   | Santos Laguna  | 2 | 0 | 1  | 0  | 1 | 0  | 3  | −3 | 2   | Próxima fase |  | 0–3 | —   | 0–0 |
| 3   | Atlanta United | 2 | 0 | 0  | 2  | 0 | 3  | 3  | 0  | 2   |              |  | 3–3 | 0–0 | —   |

### Oeste

#### Oeste 1
| Pos | Team       | J | V | VP | DP | D | GF | GA | GD | Pts | Classificado |  | AUS | UNM | MTY |
| --- | ---------- | - | - | -- | -- | - | -- | -- | -- | --- | ------------ |  | --- | --- | --- |
| 1   | Austin FC  | 2 | 2 | 0  | 0  | 0 | 5  | 2  | +3 | 6   | Próxima fase |  | —   | 3–2 | 2–0 |
| 2   | Pumas UNAM | 2 | 0 | 1  | 0  | 1 | 3  | 4  | −1 | 2   | Próxima fase |  | 2–3 | —   | 1–1 |
| 3   | Monterrey  | 2 | 0 | 0  | 1  | 1 | 1  | 3  | −2 | 1   |              |  | 0–2 | 1–1 | —   |

#### Oeste 2
| Pos | Team                 | J | V | VP | DP | D | GF | GA | GD | Pts | Classificado |  | LAX | SJE | GUA |
| --- | -------------------- | - | - | -- | -- | - | -- | -- | -- | --- | ------------ |  | --- | --- | --- |
| 1   | LA Galaxy            | 2 | 1 | 1  | 0  | 0 | 4  | 3  | +1 | 5   | Próxima fase |  | —   | 2–1 | 2–2 |
| 2   | San José Earthquakes | 2 | 0 | 1  | 0  | 1 | 2  | 3  | −1 | 2   | Próxima fase |  | 1–2 | —   | 1–1 |
| 3   | Chivas Guadalajara   | 2 | 0 | 0  | 2  | 0 | 3  | 3  | 0  | 2   |              |  | 2–2 | 1–1 | —   |

#### Oeste 3
| Pos | Team              | J | V | VP | DP | D | GF | GA | GD | Pts | Classificado |  | JUA | STL | DAL |
| --- | ----------------- | - | - | -- | -- | - | -- | -- | -- | --- | ------------ |  | --- | --- | --- |
| 1   | Juárez            | 2 | 1 | 1  | 0  | 0 | 3  | 1  | +2 | 5   | Próxima fase |  | —   | 1–1 | 2–0 |
| 2   | St. Louis City SC | 2 | 1 | 0  | 1  | 0 | 3  | 2  | +1 | 4   | Próxima fase |  | 1–1 | —   | 2–1 |
| 3   | FC Dallas         | 2 | 0 | 0  | 0  | 2 | 1  | 4  | −3 | 0   |              |  | 0–2 | 1–2 | —   |

#### Oeste 4
| Pos | Team                 | J | V | VP | DP | D | GF | GA | GD | Pts | Classificado |  | TOL | SKC | CHI |
| --- | -------------------- | - | - | -- | -- | - | -- | -- | -- | --- | ------------ |  | --- | --- | --- |
| 1   | Toluca               | 2 | 2 | 0  | 0  | 0 | 5  | 2  | +3 | 6   | Próxima fase |  | —   | 2–1 | 3–1 |
| 2   | Sporting Kansas City | 2 | 1 | 0  | 0  | 1 | 3  | 2  | +1 | 3   | Próxima fase |  | 1–2 | —   | 2–1 |
| 3   | Chicago Fire         | 2 | 0 | 0  | 0  | 2 | 2  | 5  | −3 | 0   |              |  | 1–3 | 1–2 | —   |

#### Oeste 5
| Pos | Team             | J | V | VP | DP | D | GF | GA | GD | Pts | Classificado |  | POR | COL | LEO |
| --- | ---------------- | - | - | -- | -- | - | -- | -- | -- | --- | ------------ |  | --- | --- | --- |
| 1   | Portland Timbers | 2 | 2 | 0  | 0  | 0 | 6  | 1  | +5 | 6   | Próxima fase |  | —   | 4–0 | 2–1 |
| 2   | Colorado Rapids  | 2 | 0 | 1  | 0  | 1 | 1  | 5  | −4 | 2   | Próxima fase |  | 0–4 | —   | 1–1 |
| 3   | León             | 2 | 0 | 0  | 1  | 1 | 2  | 3  | −1 | 1   |              |  | 1–2 | 1–1 | —   |

#### Oeste 6
| Pos | Team             | J | V | VP | DP | D | GF | GA | GD | Pts | Classificado |  | NEC | SEA | MIN |
| --- | ---------------- | - | - | -- | -- | - | -- | -- | -- | --- | ------------ |  | --- | --- | --- |
| 1   | Necaxa           | 2 | 1 | 0  | 0  | 1 | 3  | 2  | +1 | 3   | Próxima fase |  | —   | 3–2 | 0–1 |
| 2   | Seattle Sounders | 2 | 1 | 0  | 0  | 1 | 3  | 3  | 0  | 3   | Próxima fase |  | 2–3 | —   | 2–0 |
| 3   | Minnesota United | 2 | 1 | 0  | 0  | 1 | 1  | 2  | −1 | 3   |              |  | 1–0 | 0–2 | —   |

#### Oeste 7
| Pos | Team                | J | V | VP | DP | D | GF | GA | GD | Pts | Classificado |  | VAN | LFC | TIJ |
| --- | ------------------- | - | - | -- | -- | - | -- | -- | -- | --- | ------------ |  | --- | --- | --- |
| 1   | Vancouver Whitecaps | 2 | 1 | 1  | 0  | 0 | 5  | 3  | +2 | 5   | Próxima fase |  | —   | 2–2 | 3–1 |
| 2   | Los Angeles FC      | 2 | 1 | 0  | 1  | 0 | 5  | 2  | +3 | 4   | Próxima fase |  | 2–2 | —   | 3–0 |
| 3   | Tijuana             | 2 | 0 | 0  | 0  | 2 | 1  | 6  | −5 | 0   |              |  | 1–3 | 0–3 | —   |

#### Oeste 8
| Pos | Team           | J | V | VP | DP | D | GF | GA | GD | Pts | Classificado |  | HOU | ATL | RSL |
| --- | -------------- | - | - | -- | -- | - | -- | -- | -- | --- | ------------ |  | --- | --- | --- |
| 1   | Houston Dynamo | 2 | 1 | 0  | 0  | 1 | 3  | 1  | +2 | 3   | Próxima fase |  | —   | 0–1 | 3–0 |
| 2   | Atlas          | 2 | 1 | 0  | 0  | 1 | 2  | 2  | 0  | 3   | Próxima fase |  | 1–0 | —   | 1–2 |
| 3   | Real Salt Lake | 2 | 1 | 0  | 0  | 1 | 2  | 4  | −2 | 3   |              |  | 0–3 | 2–1 | —   |

## Fase final

### Chaveamento
|  | Rodada de 32                   | Rodada de 32                   |                            |      | Oitavas de final   | Oitavas de final |                        |                        | Quartas de final | Quartas de final |  |  | Semifinais | Semifinais |  |  | Final | Final |
|  |                                |                                |                            |      |                    |                  |                        |                        |                  |                  |  |  |            |            |  |  |       |       |
|  | 9 de agosto – Columbus         |                                |                            |      |                    |                  |                        |                        |                  |                  |  |  |            |            |  |  |       |       |
|  |                                |                                |                            |      |                    |                  |                        |                        |                  |                  |  |  |            |            |  |  |       |       |
|  | Columbus Crew                  | 4                              |                            |      |                    |                  |                        |                        |                  |                  |  |  |            |            |  |  |       |       |
|  | Columbus Crew                  | 4                              | 13 de agosto –Columbus     |      |                    |                  |                        |                        |                  |                  |  |  |            |            |  |  |       |       |
|  | Sporting Kansas City           | 0                              |                            |      |                    |                  |                        |                        |                  |                  |  |  |            |            |  |  |       |       |
|  | Sporting Kansas City           | 0                              | Columbus Crew              | 3    |                    |                  |                        |                        |                  |                  |  |  |            |            |  |  |       |       |
|  | 8 de agosto – Fort Lauderdale  |                                | Columbus Crew              | 3    |                    |                  |                        |                        |                  |                  |  |  |            |            |  |  |       |       |
|  |                                | Inter Miami                    | 2                          |      |                    |                  |                        |                        |                  |                  |  |  |            |            |  |  |       |       |
|  | Inter Miami                    | Inter Miami                    | 2                          | 4    |                    |                  |                        |                        |                  |                  |  |  |            |            |  |  |       |       |
|  | Inter Miami                    |                                | 17 de agosto – Columbus    | 4    |                    |                  |                        |                        |                  |                  |  |  |            |            |  |  |       |       |
|  | Toronto FC                     | 3                              |                            |      |                    |                  |                        |                        |                  |                  |  |  |            |            |  |  |       |       |
|  | Toronto FC                     | 3                              | Columbus Crew (pen.)       | 1(4) |                    |                  |                        |                        |                  |                  |  |  |            |            |  |  |       |       |
|  | 8 de agosto – Austin           |                                | Columbus Crew (pen.)       | 1(4) |                    |                  |                        |                        |                  |                  |  |  |            |            |  |  |       |       |
|  |                                | New York City                  | 1(3)                       |      |                    |                  |                        |                        |                  |                  |  |  |            |            |  |  |       |       |
|  | Tigres UANL                    | New York City                  | 1(3)                       | 1    |                    |                  |                        |                        |                  |                  |  |  |            |            |  |  |       |       |
|  | Tigres UANL                    | 13 de agosto – Harrison        |                            | 1    |                    |                  |                        |                        |                  |                  |  |  |            |            |  |  |       |       |
|  | Pachuca                        | 0                              |                            |      |                    |                  |                        |                        |                  |                  |  |  |            |            |  |  |       |       |
|  | Pachuca                        | 0                              | Tigres UANL                | 1    |                    |                  |                        |                        |                  |                  |  |  |            |            |  |  |       |       |
|  | 9 de agosto –Foxborough        |                                | Tigres UANL                | 1    |                    |                  |                        |                        |                  |                  |  |  |            |            |  |  |       |       |
|  |                                | New York City                  | 2                          |      |                    |                  |                        |                        |                  |                  |  |  |            |            |  |  |       |       |
|  | New England Revolution         | New York City                  | 2                          | 1(6) |                    |                  |                        |                        |                  |                  |  |  |            |            |  |  |       |       |
|  | New England Revolution         |                                | 21 de agosto – Columbus    | 1(6) |                    |                  |                        |                        |                  |                  |  |  |            |            |  |  |       |       |
|  | New York City(pen.)            | 1(7)                           |                            |      |                    |                  |                        |                        |                  |                  |  |  |            |            |  |  |       |       |
|  | New York City(pen.)            | 1(7)                           | Columbus Crew              | 3    |                    |                  |                        |                        |                  |                  |  |  |            |            |  |  |       |       |
|  | 9 de agosto – Cincinnati       |                                | Columbus Crew              | 3    |                    |                  |                        |                        |                  |                  |  |  |            |            |  |  |       |       |
|  |                                | Philadelphia Union             | 1                          |      |                    |                  |                        |                        |                  |                  |  |  |            |            |  |  |       |       |
|  | Cincinnati (pen.)              | Philadelphia Union             | 1                          | 1(6) |                    |                  |                        |                        |                  |                  |  |  |            |            |  |  |       |       |
|  | Cincinnati (pen.)              | 13 de agosto – Cincinnati      |                            | 1(6) |                    |                  |                        |                        |                  |                  |  |  |            |            |  |  |       |       |
|  | Santos Laguna                  | 1(5)                           |                            |      |                    |                  |                        |                        |                  |                  |  |  |            |            |  |  |       |       |
|  | Santos Laguna                  | 1(5)                           | Cincinnati                 | 2    |                    |                  |                        |                        |                  |                  |  |  |            |            |  |  |       |       |
|  | 9 de agosto – Chester          |                                | Cincinnati                 | 2    |                    |                  |                        |                        |                  |                  |  |  |            |            |  |  |       |       |
|  |                                | Philadelphia Union             | 4                          |      |                    |                  |                        |                        |                  |                  |  |  |            |            |  |  |       |       |
|  | Philadelphia Union             | Philadelphia Union             | 4                          | 2    |                    |                  |                        |                        |                  |                  |  |  |            |            |  |  |       |       |
|  | Philadelphia Union             |                                | 17 de agosto – Chester     | 2    |                    |                  |                        |                        |                  |                  |  |  |            |            |  |  |       |       |
|  | CF Montréal                    | 0                              |                            |      |                    |                  |                        |                        |                  |                  |  |  |            |            |  |  |       |       |
|  | CF Montréal                    | 0                              | Philadelphia Union(pen.)   | 1(4) |                    |                  |                        |                        |                  |                  |  |  |            |            |  |  |       |       |
|  | 9 de agosto – Orlando          |                                | Philadelphia Union(pen.)   | 1(4) |                    |                  |                        |                        |                  |                  |  |  |            |            |  |  |       |       |
|  |                                | Mazatlán                       | 1(3)                       |      |                    |                  |                        |                        |                  |                  |  |  |            |            |  |  |       |       |
|  | Orlando City                   | Mazatlán                       | 1(3)                       | 0(4) |                    |                  |                        |                        |                  |                  |  |  |            |            |  |  |       |       |
|  | Orlando City                   | 13 de agosto – Washington, D.C |                            | 0(4) |                    |                  |                        |                        |                  |                  |  |  |            |            |  |  |       |       |
|  | Cruz Azul (pen.)               | 0(5)                           |                            |      |                    |                  |                        |                        |                  |                  |  |  |            |            |  |  |       |       |
|  | Cruz Azul (pen.)               | 0(5)                           | Cruz Azul                  | 2(1) |                    |                  |                        |                        |                  |                  |  |  |            |            |  |  |       |       |
|  | 9 de agosto – Washington, D.C. |                                | Cruz Azul                  | 2(1) |                    |                  |                        |                        |                  |                  |  |  |            |            |  |  |       |       |
|  |                                | Mazatlán (pen.)                | 2(3)                       |      |                    |                  |                        |                        |                  |                  |  |  |            |            |  |  |       |       |
|  | D.C. United                    | Mazatlán (pen.)                | 2(3)                       | 1    |                    |                  |                        |                        |                  |                  |  |  |            |            |  |  |       |       |
|  | D.C. United                    |                                | 25 de agosto – Columbus    | 1    |                    |                  |                        |                        |                  |                  |  |  |            |            |  |  |       |       |
|  | Mazatlán                       | 2                              |                            |      |                    |                  |                        |                        |                  |                  |  |  |            |            |  |  |       |       |
|  | Mazatlán                       | 2                              | Columbus Crew              | 3    |                    |                  |                        |                        |                  |                  |  |  |            |            |  |  |       |       |
|  | 8 de agosto – Seattle          |                                | Columbus Crew              | 3    |                    |                  |                        |                        |                  |                  |  |  |            |            |  |  |       |       |
|  |                                | Los Angeles FC                 | 1                          |      |                    |                  |                        |                        |                  |                  |  |  |            |            |  |  |       |       |
|  | Seattle Sounders               | Los Angeles FC                 | 1                          | 3    |                    |                  |                        |                        |                  |                  |  |  |            |            |  |  |       |       |
|  | Seattle Sounders               | 12 de agosto – Seattle         |                            | 3    |                    |                  |                        |                        |                  |                  |  |  |            |            |  |  |       |       |
|  | LA Galaxy                      | 1                              |                            |      |                    |                  |                        |                        |                  |                  |  |  |            |            |  |  |       |       |
|  | LA Galaxy                      | 1                              | Seattle Sounders           | 4    |                    |                  |                        |                        |                  |                  |  |  |            |            |  |  |       |       |
|  | 7 de agosto – Vancouver        |                                | Seattle Sounders           | 4    |                    |                  |                        |                        |                  |                  |  |  |            |            |  |  |       |       |
|  |                                | Pumas UNAM                     | 0                          |      |                    |                  |                        |                        |                  |                  |  |  |            |            |  |  |       |       |
|  | Vancouver Whitecaps            | Pumas UNAM                     | 0                          | 0    |                    |                  |                        |                        |                  |                  |  |  |            |            |  |  |       |       |
|  | Vancouver Whitecaps            |                                | 17 de agosto – Seattle     | 0    |                    |                  |                        |                        |                  |                  |  |  |            |            |  |  |       |       |
|  | Pumas UNAM                     | 2                              |                            |      |                    |                  |                        |                        |                  |                  |  |  |            |            |  |  |       |       |
|  | Pumas UNAM                     | 2                              | Seattle Sounders           | 0    |                    |                  |                        |                        |                  |                  |  |  |            |            |  |  |       |       |
|  | 7 de agosto – Los Angeles      |                                | Seattle Sounders           | 0    |                    |                  |                        |                        |                  |                  |  |  |            |            |  |  |       |       |
|  |                                | Los Angeles FC                 | 3                          |      |                    |                  |                        |                        |                  |                  |  |  |            |            |  |  |       |       |
|  | Los Angeles FC                 | Los Angeles FC                 | 3                          | 2    |                    |                  |                        |                        |                  |                  |  |  |            |            |  |  |       |       |
|  | Los Angeles FC                 | 13 de agosto – Los Angeles     |                            | 2    |                    |                  |                        |                        |                  |                  |  |  |            |            |  |  |       |       |
|  | Austin FC                      | 0                              |                            |      |                    |                  |                        |                        |                  |                  |  |  |            |            |  |  |       |       |
|  | Austin FC                      | 0                              | Los Angeles FC             | 4    |                    |                  |                        |                        |                  |                  |  |  |            |            |  |  |       |       |
|  | 8 de agosto – San Jose         |                                | Los Angeles FC             | 4    |                    |                  |                        |                        |                  |                  |  |  |            |            |  |  |       |       |
|  |                                | San José Earthquakes           | 1                          |      |                    |                  |                        |                        |                  |                  |  |  |            |            |  |  |       |       |
|  | San José Earthquakes           | San José Earthquakes           | 1                          | 5    |                    |                  |                        |                        |                  |                  |  |  |            |            |  |  |       |       |
|  | San José Earthquakes           |                                | 21 de agosto – Los Angeles | 5    |                    |                  |                        |                        |                  |                  |  |  |            |            |  |  |       |       |
|  | Necaxa                         | 0                              |                            |      |                    |                  |                        |                        |                  |                  |  |  |            |            |  |  |       |       |
|  | Necaxa                         | 0                              | Los Angeles FC             | 4    |                    |                  |                        |                        |                  |                  |  |  |            |            |  |  |       |       |
|  | 9 de agosto – San Diego        |                                | Los Angeles FC             | 4    |                    |                  |                        |                        |                  |                  |  |  |            |            |  |  |       |       |
|  |                                | Colorado Rapids                | 0                          |      | Terceiro lugar     | Terceiro lugar   |                        |                        |                  |                  |  |  |            |            |  |  |       |       |
|  | América                        | Colorado Rapids                | 0                          | 2    | Terceiro lugar     | Terceiro lugar   |                        |                        |                  |                  |  |  |            |            |  |  |       |       |
|  | América                        | 13 de agosto – Carson          | 13 de agosto – Carson      | 2    |                    |                  | 25 de agosto – Chester | 25 de agosto – Chester |                  |                  |  |  |            |            |  |  |       |       |
|  | Atlas                          | 13 de agosto – Carson          | 13 de agosto – Carson      | 1    |                    |                  | 25 de agosto – Chester | 25 de agosto – Chester |                  |                  |  |  |            |            |  |  |       |       |
|  | Atlas                          | América                        | 4                          | 1    | Philadelphia Union | 2(1)             |                        |                        |                  |                  |  |  |            |            |  |  |       |       |
|  | 9 de agosto – St. Louis        | América                        | 4                          |      | Philadelphia Union | 2(1)             |                        |                        |                  |                  |  |  |            |            |  |  |       |       |
|  |                                | St. Louis City SC              | 2                          |      | Colorado Rapids    | 2(3)             |                        |                        |                  |                  |  |  |            |            |  |  |       |       |
|  | St. Louis City SC              | St. Louis City SC              | 2                          | 3    | Colorado Rapids    | 2(3)             |                        |                        |                  |                  |  |  |            |            |  |  |       |       |
|  | St. Louis City SC              |                                | 17 de agosto – Carson      | 3    |                    |                  |                        |                        |                  |                  |  |  |            |            |  |  |       |       |
|  | Portland Timbers               | 1                              |                            |      |                    |                  |                        |                        |                  |                  |  |  |            |            |  |  |       |       |
|  | Portland Timbers               | 1                              | América                    | 0(8) |                    |                  |                        |                        |                  |                  |  |  |            |            |  |  |       |       |
|  | 9 de agosto – Houston          |                                | América                    | 0(8) |                    |                  |                        |                        |                  |                  |  |  |            |            |  |  |       |       |
|  |                                | Colorado Rapids(pen.)          | 0(9)                       |      |                    |                  |                        |                        |                  |                  |  |  |            |            |  |  |       |       |
|  | Toluca (pen.)                  | Colorado Rapids(pen.)          | 0(9)                       | 2(5) |                    |                  |                        |                        |                  |                  |  |  |            |            |  |  |       |       |
|  | Toluca (pen.)                  | 13 de agosto – Commerce City   |                            | 2(5) |                    |                  |                        |                        |                  |                  |  |  |            |            |  |  |       |       |
|  | Houston Dynamo                 | 2(4)                           |                            |      |                    |                  |                        |                        |                  |                  |  |  |            |            |  |  |       |       |
|  | Houston Dynamo                 | 2(4)                           | Toluca                     | 1    |                    |                  |                        |                        |                  |                  |  |  |            |            |  |  |       |       |
|  | 9 de agosto – Commerce City    |                                | Toluca                     | 1    |                    |                  |                        |                        |                  |                  |  |  |            |            |  |  |       |       |
|  |                                | Colorado Rapids                | 2                          |      |                    |                  |                        |                        |                  |                  |  |  |            |            |  |  |       |       |
|  | Juárez                         | Colorado Rapids                | 2                          | 2    |                    |                  |                        |                        |                  |                  |  |  |            |            |  |  |       |       |
|  | Juárez                         |                                |                            | 2    |                    |                  |                        |                        |                  |                  |  |  |            |            |  |  |       |       |
|  | Colorado Rapids                | 3                              |                            |      |                    |                  |                        |                        |                  |                  |  |  |            |            |  |  |       |       |
|  | Colorado Rapids                | 3                              |                            |      |                    |                  |                        |                        |                  |                  |  |  |            |            |  |  |       |       |

## Estatísticas

### Artilharia
| Pos. | Jogador                             | Time                   | Gols |
| ---- | ----------------------------------- | ---------------------- | ---- |
| 1    | Tai Baribo                          | Philadelphia Union     | 7    |
| 2    | Denis Athanase Bouanga              | Los Angeles FC         | 6    |
| 2    | Diego Martín Rossi Marachlian       | Columbus Crew          | 6    |
| 3    | Cristian Gonzalo Olivera Ibarra     | Los Angeles FC         | 4    |
| 3    | Jeremy Edward Nirina Ebobisse Ebolo | San José Earthquakes   | 4    |
| 3    | Juan Camilo Hernández Suárez        | Columbus Crew          | 4    |
| 3    | Matías Nicolás Rojas Romero         | Inter Miami            | 4    |
| 4    | Jordan Perry Morris                 | Seattle Sounders       | 3    |
| 4    | Kei Ansu Kamara                     | Los Angeles FC         | 3    |
| 4    | Mateusz Piotr Bogusz                | Los Angeles FC         | 3    |
| 5    | Ángel Zaldívar Caviedes             | Juárez                 | 2    |
| 5    | Avilés Hurtado Herrera              | Juárez                 | 2    |
| 5    | Bobby Shou Wood                     | New England Revolution | 2    |
| 5    | Calvin Harris                       | Colorado Rapids        | 2    |
| 5    | Cedric Teuchert                     | St. Louis City         | 2    |
| 5    | Christian Benteke Liolo             | D.C. United            | 2    |
| 5    | Daniel Armando Ríos Calderón        | Atlanta United         | 2    |
| 5    | Dániel Gazdag                       | Philadelphia Union     | 2    |
| 5    | Diego Alexander Gómez Amarilla      | Inter Miami            | 2    |
| 5    | Édgar Yoel Bárcenas Herrera         | Mazatlán               | 2    |
| 5    | Gabriel Fortes Chaves               | Los Angeles Galaxy     | 2    |
| 5    | Georgios Koutsias                   | Chicago Fire           | 2    |
| 5    | Hernán López Muñoz                  | San José Earthquakes   | 2    |
| 5    | Jared Presson Stroud                | D.C. United            | 2    |
| 5    | Jesús Ricardo Angulo Uriarte        | Toluca                 | 2    |
| 5    | José Rivaldo Lozano Silva           | Atlas                  | 2    |
| 5    | Lorenzo Insigne                     | Toronto FC             | 2    |
| 5    | Luis Alberto Suárez                 | Inter Miami            | 2    |
| 5    | Marcel Alejandro Ruiz Suárez        | Toluca                 | 2    |
| 5    | Marcel Hartel                       | St. Louis City         | 2    |
| 5    | Micael dos Santos Silva             | Houston Dynamo         | 2    |
| 5    | Mikael Brandhof Uhre                | Philadelphia Union     | 2    |
| 5    | Pavel Bucha                         | Cincinnati             | 2    |
| 5    | Paul Brian Rodríguez Bravo          | América                | 2    |
| 5    | Paul Rothrock                       | Seattle Sounders       | 2    |
| 5    | Rafael Navarro Leal                 | Colorado Rapids        | 2    |
| 5    | Ramiro Árciga Zárate                | Mazatlán               | 2    |
| 5    | Ramiro Enrique Paz                  | Orlando City           | 2    |
| 5    | Santiago Mariano Rodríguez Molina   | New York City          | 2    |
| 5    | Yamil Rodrigo Asad                  | Cincinnati             | 2    |
| 5    | Zachery Lewis McGraw                | Portland Timbers       | 2    |

### Assistências
Atualizado em: 25 de agosto de 2024.
| Pos. | Jogador                           | Time                 | Assistência para gols |
| ---- | --------------------------------- | -------------------- | --------------------- |
| 1    | Jordi Alba Ramos                  | Inter Miami          | 5                     |
| 2    | Eduard Löwen                      | St. Louis City       | 4                     |
| 3    | Albert Rusnák                     | Seattle Sounders     | 3                     |
| 3    | Denis Athanase Bouanga            | Los Angeles FC       | 3                     |
| 3    | Evander da Silva Ferreira         | Portland Timbers     | 3                     |
| 3    | Jack Ryan McGlynn                 | Philadelphia Union   | 3                     |
| 3    | Juan Camilo Hernández Suárez      | Columbus Crew        | 3                     |
| 3    | Rafael Navarro Leal               | Colorado Rapids      | 3                     |
| 3    | Ryan Michael Hollingshead         | Los Angeles FC       | 3                     |
| 4    | Amahl William D'vaz Pellegrino    | San José Earthquakes | 2                     |
| 4    | Brian Gutiérrez                   | Chicago Fire         | 2                     |
| 4    | Cristian Gonzalo Olivera Ibarra   | Los Angeles FC       | 2                     |
| 4    | Cristian Omar Espinoza            | San José Earthquakes | 2                     |
| 4    | Dániel Gazdag                     | Philadelphia Union   | 2                     |
| 4    | Facundo Daniel Torres Pérez       | Orlando City         | 2                     |
| 4    | Gerardo Valenzuela                | Cincinnati           | 2                     |
| 4    | Gustavo Javier del Prete          | Mazatlán             | 2                     |
| 4    | Hugo Hadrien Dominique Lloris     | Los Angeles FC       | 2                     |
| 4    | Jesús Alonso Escoboza Lugo        | Mazatlán             | 2                     |
| 4    | Jesús Daniel Gallardo Vasconcelos | Toluca               | 2                     |
| 4    | João Paulo Dias Fernandes         | Toluca               | 2                     |
| 4    | Jordan Steeven Sierra Flores      | Mazatlán             | 2                     |
| 4    | José Antonio Paradela             | Necaxa               | 2                     |
| 4    | Kai Harley Wagner                 | Philadelphia Union   | 2                     |
| 4    | Maximilian Michael Arfsten        | Columbus Crew        | 2                     |
| 4    | Maximiliano Nicolás Moralez       | New York City        | 2                     |
| 4    | Mateo Chávez García               | Chivas Guadalajara   | 2                     |
| 4    | Nicolás Alejandro Ibáñez          | Tigres UANL          | 2                     |
| 4    | Rubén Duarte Sánchez              | Pumas                | 2                     |

### Gol contra
| Pos. | Jogador            | Time           | Gol contra |
| ---- | ------------------ | -------------- | ---------- |
| 1    | Justen Thomas Glad | Real Salt Lake | 1          |
| 1    | Noah James Allen   | Inter Miami    | 1          |